# Super Smash Bros. Melee
Vous lisez un « bon article » labellisé en 2010.
Super Smash Bros. Melee, souvent abrégé en SSBM ou tout simplement Melee, connu au Japon sous le nom de Dairantō Smash Brothers DX (大乱闘スマッシュブラザーズDX, Dairantō Sumasshu Burazāzu Derakkusu), est un jeu de combat sorti sur GameCube en 2001 et 2002. Il est la suite de Super Smash Bros., sorti sur Nintendo 64 en 1999, et il a été suivi de Super Smash Bros. Brawl, sorti sur Wii en 2008. Le jeu a été développé par HAL Laboratory avec Masahiro Sakurai à la tête de la production.
Le titre réunit des personnages tirés de jeux vidéo Nintendo comme Super Mario, The Legend of Zelda et Pokémon. Les terrains et le système de jeu font référence ou sont directement extraits des jeux à succès développés par Nintendo. Le système de jeu offre une approche peu orthodoxe du genre du « jeu de combat » étant donné que le compteur de pourcentages indique le nombre de dommages reçus plutôt que les points de vie visibles traditionnellement dans les jeux de combat. Il s'appuie sur les bases du premier opus en ajoutant des nouvelles fonctionnalités et des nouveaux personnages jouables. En raison de la popularité du mode multijoueur, SSBM est présent dans de nombreux tournois de jeux vidéo.
Le jeu a été bien accueilli par la presse spécialisée et a reçu différentes récompenses. Avec plus de sept millions d'exemplaires écoulés, il est le jeu le plus vendu sur GameCube.

## Système de jeu
Comme son prédécesseur, Super Smash Bros. Melee est différent des jeux de combat traditionnels dans lesquels le fait de donner beaucoup de dommages à l'adversaire ne garantit pas la victoire. Ici, les joueurs doivent éliminer leurs adversaires en les faisant sortir des limites du terrain. La plupart des attaques infligent des dommages et peuvent, s'il en a reçu suffisamment, envoyer l'ennemi hors du terrain. Les dommages de chaque personnage sont mesurés par un compteur qui calcule la valeur de ceux-ci en pourcentage. Plus le pourcentage est grand, plus l'ennemi est envoyé loin et il est plus facile de le sortir. Contrairement aux autres jeux du même genre, dans lesquels les mouvements sont exécutés par des combinaisons entre les différents boutons, la plupart des mouvements de Super Smash Bros. Melee peuvent être réalisés grâce à un seul bouton et le stick multidirectionnel.
Durant les combats, des objets tirés des jeux Nintendo tombent sur le terrain. Ces objets ont pour but d'infliger des dégâts ou de restaurer le joueur. De plus, la plupart des terrains ont un lien avec une franchise de Nintendo ou un jeu spécifique de l'entreprise et sont interactifs. Bien que ces terrains soient en trois dimensions, les joueurs peuvent seulement circuler dans un plan en deux dimensions. Tous les stages ne sont pas disponibles initialement, certains doivent être « débloqués » en réalisant des actions particulières.

### Mode solo
Le mode solo offre au joueur une variété de possibilités. Le mode Classique propose aux joueurs de combattre 8 adversaires et jouer 3 stages bonus (« Casse les cibles », « Attrape les trophées » et « Cours le plus loin possible ») pour pouvoir affronter, sur le stage Destination Finale, Créa-Main, personnage en forme de main droite. Le « Home-Run Contest » est un mini-jeu où le joueur doit infliger des dégâts à un sac de sable qu'il doit ensuite envoyer aussi loin que possible avec une batte de baseball. Certains de ces modes sont adaptés au personnage comme le « Target Test » où chaque personnage a une zone personnalisée, dans laquelle il doit briser dix cibles le plus rapidement possible. Ces zones peuvent inclure des éléments faisant référence à l'histoire du personnage,. Melee introduit un mode Aventure qui emmène le joueur dans les différents univers des personnages de Nintendo. Le mode All-Star doit lui être débloqué : celui-ci invite le joueur à combattre tous les personnages du jeu avec seulement trois objets permettant de récupérer de la vie entre les batailles.

### Mode multijoueur
Dans le mode multijoueur, jusqu'à quatre joueurs humains ou personnages contrôlés par la console peuvent se battre, chacun pour soi ou par équipe. Le niveau de difficulté du personnage contrôlé par la console est au choix du joueur. Il est échelonné de un à neuf, neuf étant le niveau de difficulté le plus élevé. Il y a cinq façons de jouer dans ce mode et le vainqueur dépend du type de jeu. La plus traditionnelle est le mode « stock de vies », une bataille solo ou en équipe dans laquelle le gagnant est le dernier joueur en vie. Un autre mode est le mode « Pièces », qui récompense le joueur le plus riche à la fin du match, ceux-ci devant collecter des pièces en frappant leurs ennemis et en essayant de ne pas sortir du terrain,. D'autres options sont disponibles ; elles permettent par exemple de déterminer le nombre et le type d'objets qui peuvent apparaître durant le combat,. Il existe aussi un mode tournoi qui permet de faire s'affronter jusqu'à 64 participants grâce à des matchs en un contre un.

### Trophées
Les trophées de nombreux personnages de Nintendo peuvent être collectés tout au long du jeu. Ces trophées sont des figurines de personnages jouables, d'accessoires et d'objets qui leur sont associés ou de personnages non jouables dans le jeu. Les trophées réunissent des figurines connues et méconnues, et même des personnages ou des éléments apparus au Japon seulement,. Certains trophées présentent une description du sujet et détaillent l'année et le jeu où le sujet apparaît pour la première fois. La version japonaise contient trois trophées de plus. La version européenne permet de débloquer 290 trophées. Super Smash Bros. avait lui aussi un système similaire avec des peluches, mais il ne contenait que les douze personnages jouables.

## Personnages jouables
Super Smash Bros. Melee propose 26 personnages jouables différents,, 14 de plus que son prédécesseur. Quinze sont disponibles dès le début du jeu ; il faut accomplir certaines tâches pour débloquer les autres. Chaque personnage présent est tiré d'un jeu de Nintendo et est associé à un symbole qui apparaît sous sa barre de dommages au cours des combats ; ce symbole représente sa série d'origine. Ainsi, le symbole de Link est une Triforce alors que celui de Pikachu est une Poké Ball. À l'époque de la sortie du jeu, certains personnages représentaient des franchises très populaires tandis que d'autres bénéficiaient de moins de popularité — par exemple, Marth et Roy représentaient la série Fire Emblem, sortie uniquement au Japon en ce temps. L'apparition de certains personnages dans Super Smash Bros. Melee permet justement d'augmenter la popularité des séries dont ils sont tirés. Des références sont faites tout au long du jeu aux relations entre les personnages et leurs univers ; ainsi, dans un des évènements, Mario doit vaincre son ennemi Bowser pour sauver la Princesse Peach. En outre, chaque personnage dispose de mouvements tirés de sa série, comme les armes à feu de Samus ou l'arc de Link.
En avril 2002 le magazine Electronic Gaming Monthly a déclaré que seront présents Sonic et Tails, mais c'était un poisson d'avril. Cependant Sonic fait une apparition en tant que personnage jouable dans les trois opus suivants (Super Smash Bros. Brawl, Super Smash Bros. for Nintendo 3DS / for Wii U et Super Smash Bros. Ultimate) dans lequel Tails fait figure de trophée.

## Développement et sortie

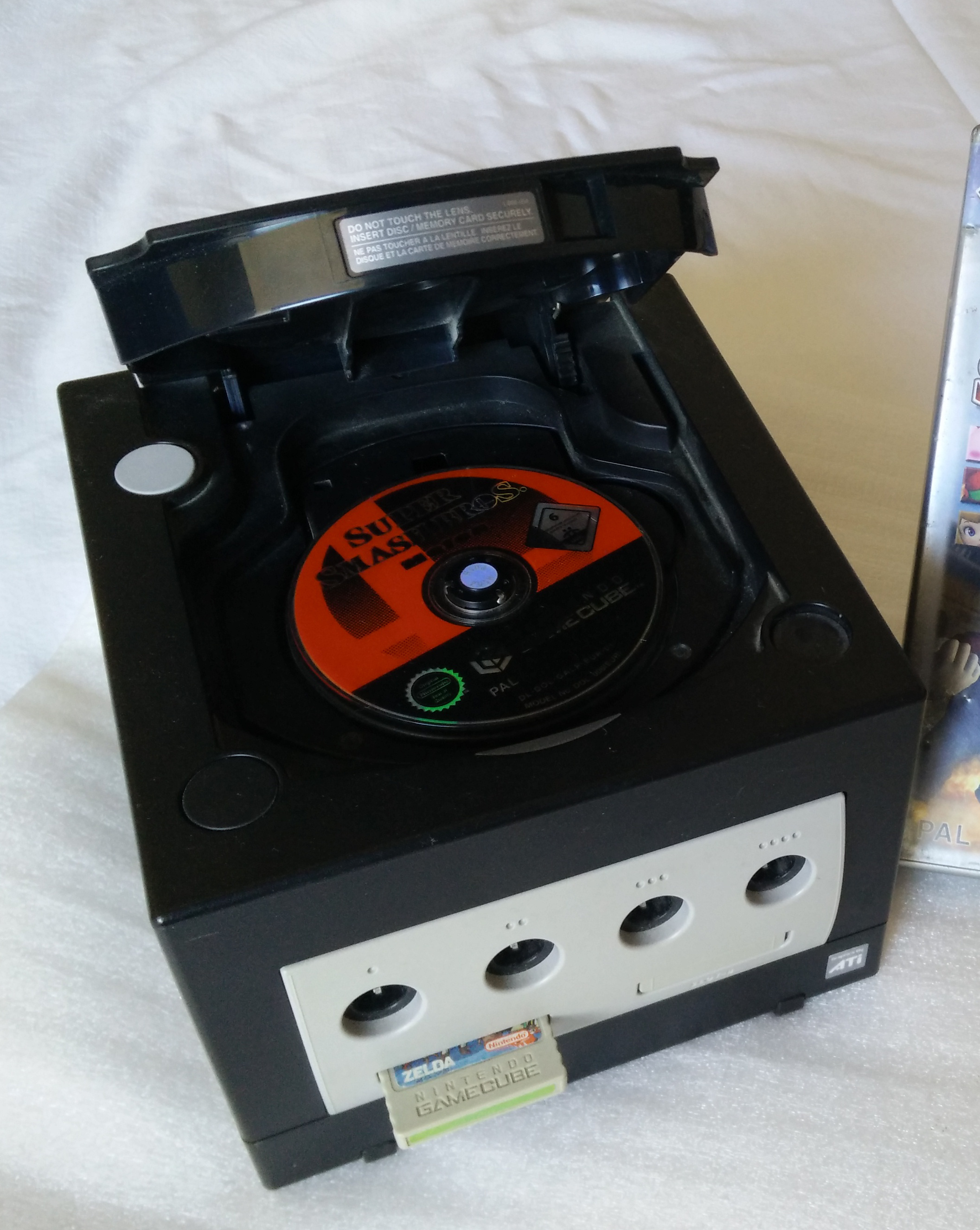
Super Smash Bros. Melee dans une Game Cube.

À la suite du succès du précédent épisode sur Nintendo 64, Nintendo demande une suite à Hal Laboratory, afin d'accompagner la sortie de leur prochaine console, la Gamecube. La sortie prévue en même temps que le lancement de la console ne laissa alors que 13 mois à l'équipe pour développer le jeu. La pression était énorme, d'autant plus que pour Masahiro Sakurai, le créateur de la série, il existait un enjeu supplémentaire. Super Smash Bros. avait permis de poser son concept de jeu de combat, donc Melee en tant que suite, devrait le dépasser en tout point. Les délais étaient telles qu'il a passé ses 13 mois sans aucun jour de congé, travaillant parfois 40 heures d'affilée pour aller dormir pendant 4h. Il s'est ainsi évanoui au travail, et a dû être transporté à l'hôpital avant de revenir. Pour Nintendo, l'enjeu était également de taille, au delà d'une suite à Smash 64, il s'agissait surtout de montrer toute la puissance du Gamecube, d'où la demande de réaliser une vidéo en full motion video afin de la présenter à l'E3 2001. Cette vidéo servira ensuite d'intro au titre final. 
Il est l'un des premiers jeux sortis sur la Nintendo GameCube et est révélateur de l'amélioration des graphismes depuis la Nintendo 64. Les développeurs voulaient honorer les débuts de la GameCube en faisant une séquence d'ouverture qui attirerait l'attention des gens sur les graphismes. Pour faire cette séquence, HAL travaillait à Tokyo avec trois entreprises de graphisme différentes. Sur leur site officiel, les développeurs postaient des captures d'écran et des informations sur le moteur physique et les détails du jeu, en notant les changements par rapport à son prédécesseur.
Sur le site officiel japonais du jeu, les développeurs expliquaient ce qui les poussaient à rendre jouable tel ou tel personnage. Initialement, l'équipe de développement voulait remplacer Ness par Lucas, le personnage principal de Mother 3, mais ont conservé Ness en raison des retards de Mother 3. Les créateurs du jeu ont finalement inclus Lucas dans la suite du jeu, Super Smash Bros. Brawl,. Le développeur Hideo Kojima avait demandé à Sakurai l'inclusion de Solid Snake dans le jeu, mais le développement était déjà trop avancé. Comme pour Lucas, il a été décidé de l'ajouter dans Brawl. Marth et Roy avaient tout d'abord été conçus pour n'être jouables que dans la version japonaise de Super Smash Bros. Melee. Ils ont finalement été insérés dans la version occidentale,. Sakurai a déclaré que les développeurs avaient suggéré des personnages de quatre autres jeux pour représenter l'ère NES avant que ceux-ci ne décident finalement d'ajouter les Ice Climbers. Les développeurs ont fait remarquer que certains personnages avaient des mouvements similaires ; ces personnages sont considérés comme des « clones » par la presse spécialisée.
Nintendo présente le jeu à l'E3 en 2001 via une démo jouable. L'exposition majeure suivante du jeu a lieu en août 2001 au Nintendo Space World, où Nintendo a exposé une autre démo jouable améliorée par rapport à la précédente de l'E3. Nintendo a d'ailleurs organisé un tournoi pour les fans, dans lequel ils pouvaient gagner une GameCube et Super Smash Bros. Melee Avant la sortie du titre, le site officiel japonais du jeu subissait des mises à jour hebdomadaires, avec des captures d'écran et des profils de personnages disponibles,. Nintendo a suivi cette tendance avec Super Smash Bros. Brawl : Masahiro Sakurai, le développeur du jeu, a fait des mises à jour quotidiennes sur le site officiel. Le célèbre magazine japonais Famitsu a rapporté que Nintendo faisait de la publicité pour le jeu durant les projections du film Pokémon dans les cinémas japonais. En janvier 2003, Super Smash Bros. Melee a reçu le label Choix des Joueurs, utilisé par Nintendo pour promouvoir les jeux vidéo qui se sont vendus à plus d'un million d'exemplaires. En août 2005, Nintendo sort une offre groupée avec le jeu et la GameCube pour 99,99 dollars.

## Musique
La musique de Super Smash Bros. Melee provient de jeux Nintendo populaires, interprétée par un orchestre spécialement monté pour le jeu, baptisé simplement « Smash Orchestra ». Nintendo a sorti la bande originale en 2003, intitulée Smashing...Live! ; elle a été offerte en s'abonnant au magazine Nintendo Power en Amérique du Nord et en cadeau dans un numéro du magazine britannique Official Nintendo Magazine. La musique n'est pas tirée directement du jeu comme la plupart des bandes originales, il s'agit d'une interprétation orchestrée en direct par le Nouvel orchestre philharmonique du Japon de beaucoup de musiques du jeu. Melee contient des morceaux « cachés » qui demandent au joueur de remplir des conditions particulières pour les débloquer. Sur le site du jeu, les développeurs ont posté des discussions faites entre Masahiro Sakurai et les compositeurs et qui portaient sur les musiques du jeu et les voix.
| 1.  | Corneria (de Star Fox, Super NES, 1993) | 2:05  |
| 2.  | Jungle Japes (de Donkey Kong Country, Super NES, 1994) | 2:57  |
| 3.  | Grande Baie Temple (inclut les musiques de Hyrule Temple et Grande Baie) (de The Legend of Zelda, NES, 1986 et Zelda II: The Adventure of Link, NES, 1987) | 4:14  |
| 4.  | Dr. Mario (de Dr. Mario, NES, 1990) | 4:04  |
| 5.  | Medley Original (inclut Intro All-Star, Trophées, How to Play, Menu 1, générique de fin et la fin de la musique de Destination Finale) (de Super Smash Bros. Melee, GameCube, 2001)                                                                                      | 5:00  |
| 6.  | Fontaine des Rêves (renommé « Rêve de Fontaine » sur le disque de Nintendo Power) (de Kirby Super Star, Super NES, 1995) | 3:35  |
| 7.  | Medley Pokémon (inclut Poké Flotte, Pokémon Stadium et Battle Theme) (de la série télévisée Pokémon, 1995) | 5:42  |
| 8.  | Opening (de Super Smash Bros. Melee, GameCube, 2001) | 2:40  |
| 9.  | Venom (de Star Fox 64, Nintendo 64, 1997) |       |
| 10. | Yoshi's Story (de Yoshi's Story, Nintendo 64, 1997) | 2:43  |
| 11. | Profondeurs de Brinstar (inclut les musiques de Profondeurs de Brinstar et Brinstar) (de Metroid, NES, 1986) | 3:41  |
| 12. | Grand Medley Smash Bros. (inclut les musiques de The Mushroom Kingdom, Mushroom Kingdom II, Flat Zone, Balloon Fight, Big Blue, Mach Rider, Yoshi's Island, la chanson de Saria, Super Mario Bros. 3, Montagne Icicle et Château de Peach) (de plusieurs jeux 1980-1998) | 14:18 |
| 13. | Fire Emblem (inclut le thème de Fire Emblem et Together We Ride) (de Fire Emblem, Famicom, 1990) | 3:52  |
| 14. | Green Greens (de Kirby's Dream Land, Game Boy, 1992) | 1:53  |
| 15. | Rainbow Ride (inclut une interlude du thème « Underwater » de Super Mario Bros.) (de Super Mario 64, Nintendo 64, 1996) | 2:49  |

## Accueil
Super Smash Bros. Melee a reçu des critiques élogieuses de la part de la presse, dont la plupart soulignent les nombreux ajouts par rapport à Super Smash Bros. Évoquant ses fonctionnalités supplémentaires, GameSpy souligne que « Melee marque vraiment un point dans la catégorie 'nous avons ajouté une tonne de trucs extra' ». Les critiques comparent favorablement le jeu à Super Smash Bros. — Fran Mirabella III d'IGN déclare qu'il est « dans une classe complètement différente de la version N64 » ; Miguel Lopez de GameSpot loue le jeu pour l'offre d'un « mode classique » plus avancé comparé à son prédécesseur, tout en considérant le mode Aventure comme « une expérience basée sur le hasard ». Malgré la légère déception provoquée par le mode solo, beaucoup de critiques estiment que le mode multijoueur du jeu est la composante la plus forte du titre,,. Dans sa critique, GameSpy déclare que « vous passerez beaucoup de temps à trouver une expérience multijoueur plus agréable sur aucune autre console ».
Les graphismes sont également salués. GameSpot loue les personnages et les décors, déclarant que « les modèles des personnages sont très bons, et la qualité de leurs textures est incroyable ». Fran Mirabella III vante la physique du jeu, l'animation et les graphismes, bien que son collègue Matt Casamassina pense que « quelques décors font défaut au vernis visuel des personnages » lors du deuxième test du titre.
Les critiques apprécient aussi la bande originale orchestrée du jeu, ; Mike Slens de Planet GameCube la considère comme « une des meilleures musiques de jeu », tandis que Greg Kasavin de GameSpot commente qu'elle est « brillante ». GameSpy loue la musique pour son effet nostalgique, les morceaux venant de multiples séries de Nintendo. Jeuxvideo.com attribue même un 19/20 à la bande son du jeu, arguant que « le jeu reprend de façon superbe les thèmes des plus grands classiques de Nintendo. Un pur bonheur pour les nostalgiques ! ».
Les critiques félicitent la simplicité des commandes,,, mais l'« hyper-réactivité » des contrôles, avec des personnages fringuant facilement et la difficulté d'effectuer des mouvements précis sont considérées comme une grave lacune du jeu par GameSpot. Moins tranché sur le sujet, Bryn Williams de GameSpy commente que « le mouvement et la navigation semblent un peu trop sensibles ». Le jeu est parfois jugé excessivement mouvementé ; N-Europe se demande si le système de jeu est « trop frénétique ? », même s'ils apprécient la variété des modes proposés. Edge souligne que la capacité de « blocage » des adversaires est superflue, puisque le joueur n'a pas suffisamment de temps pour réagir à une attaque.
Malgré les nouvelles fonctionnalités, la presse critique Melee pour son manque d'originalité et pour être trop similaire à son prédécesseur. Caleb Hale de GameCritics.com le considère comme étant « tout aussi bon que son prédécesseur de Nintendo 64. Dépassé ce stade, le jeu ne se développe pas beaucoup ». Dans une note similaire, Edge constate que « ce n'est pas une invention ; c'est une reproduction », en référence au manque d'innovation. La nature nostalgique du jeu reçoit des réactions positives, aussi bien que les terrains et les objets faisant référence aux jeux vidéo antérieurs de Nintendo. Gamekult note toutefois que « ceux qui sont étrangers à l'univers Nintendo seront peut être moins sensibles à la multitude de petits clins d'œil qui font le charme de ce titre ». Les journalistes saluent la liste des 25 personnages,, aussi bien que le « système des trophées », tandis que Nintendo Spin le considère comme « un ajout excellent à ce jeu, ».

### Ventes
Lors de sa sortie au Japon, le jeu est devenu le jeu le plus rapidement vendu sur GameCube avec 358 525 exemplaires vendus à la fin de la semaine du 25 novembre 2001. Ce succès se confirme et il arrive à un million de ventes deux mois seulement après sa sortie, devenant le premier jeu de GameCube à atteindre cette barre. Il se vend également bien en Amérique du Nord, où il s'écoule 250 000 copies en neuf jours. Aux États-Unis, Super Smash Bros. Melee est le dix-neuvième jeu le plus vendu de l'année 2001 selon NPD Group, et environ 4,06 millions d'exemplaires s'étaient vendus dans le pays le 27 décembre 2007. Avec un ratio temporairement atteint de 3 jeux vendus pour 4 consoles, certains ont attribué les ventes croissantes de GameCube au lancement de Melee sur le marché. Au 10 mars 2008, Super Smash Bros. Melee est le jeu GameCube qui s'est le mieux vendu, avec un peu plus de sept millions d'unités écoulées dans le monde,.

### Prix et récompenses
Plusieurs publications ont récompensé Super Smash Bros. Melee dans divers classements. Dans leur désignation du « meilleur de 2001 », GameSpy le choisit comme le meilleur jeu de combat sur GameCube, les lecteurs d'IGN le désignent meilleur jeu de l'année, Electronic Gaming Monthly le considère comme le meilleur jeu GameCube et le meilleur jeu multijoueur et GameSpot le classe meilleur jeu GameCube et dixième meilleur jeu de l'année,.
GameFAQs le place sixième dans un sondage sur les 100 meilleurs jeux et il est arrivé en demi-finale du concours « Best. Game. Ever., ». Dans le 200e numéro d'Electronic Gaming Monthly, les rédacteurs sélectionnent Melee comme le 92e jeu le plus influent, notant que Melee contient « un milliard de trucs à débloquer et Yoshi frappant Pikachu avec une batte de baseball ». Nintendo Power a aussi nommé Super Smash Bros. Melee seizième meilleur jeu sorti sur une console Nintendo, et le sélectionne comme « le jeu de l'année » de 2001. En 2007, IGN le clase troisième meilleur jeu de GameCube de tous les temps dans le cadre d'une réflexion sur la longue durée de vie de la GameCube, le citant comme étant « le grand terrain pour les joueurs de jeux de combat, tout comme Mario Kart l'est pour les amateurs de course ». GameSpy le classe quatrième dans une liste similaire, citant qu'il a « de meilleurs graphiques, de meilleures musiques, plus de personnages, plus de modes de jeu, plus de secrets à découvrir » que son prédécesseur. Le jeu est classé à la 58e place des « 100 meilleurs jeux de Nintendo de tous les temps » du magazine Official Nintendo Magazine. À ce jour, Super Smash Bros. Melee est encore reconnu comme étant l'un des meilleurs jeux.

## Postérité

### Tournois
Super Smash Bros. Melee a fait partie de plusieurs tournois de jeux de grande envergure. En mars 2003, le premier tournoi où il est présent, l'IVGF NorthWest Regional Gaming Festival and Tournament, a lieu. Durant cette période, IVGF offrait 12 500 dollars aux trois premiers de Super Smash Bros. Melee. En 2004, la Major League Gaming ajoute Melee dans son tournoi. Été 2005, un rassemblement à Mishawaka dans l'Indiana accueille Melee-FC3, un tournoi avec presque 200 participants venant de trente états, le Royaume-Uni et les Pays-Bas.
Melee est aussi inclus dans l'Evolution Championship Series en 2007, un tournoi réservé aux jeux de combat et qui se tient à Las Vegas. Ken Hoang, un joueur célèbre, a gagné 50 000 dollars dans des tournois Smash et a fait valoir que le jeu l'avait aidé à payer ses études,,.
En 2015, Melee reste une des éditions favorite de la série Super Smash Bros. auprès des joueurs. Pour les fans, la suite, Super Smash Bros. Brawl s'est plus orienté vers le jeu familial et a donc perdu son intérêt niveau gameplay Alors que la Major League Gaming a arrêté les tournois de Brawl en 2011, ceux de Melee ont repris à la suite de cet abandon.

### Suite
Super Smash Bros. Melee est le second opus de la série Super Smash Bros., le premier étant Super Smash Bros., sorti deux ans plus tôt. Lors de la conférence pré-E3 en 2005, Nintendo a annoncé la suite de Melee, Super Smash Bros. Brawl. Le président de Nintendo, Satoru Iwata, n'a demandé à Masahiro Sakurai d'être le réalisateur du jeu qu'après la conférence. Le jeu conserve quelques-unes des fonctionnalités du système de jeu de ses prédécesseurs tout en ajoutant des éléments majeurs, comme un mode solo plus important et un jeu en ligne utilisant la Nintendo Wi-Fi Connection. Contrairement à Melee, le jeu propose quatre systèmes de commandes, utilisant les différentes manettes adaptées à la Wii. Comme Melee, il rend hommage aux jeux et aux franchises de Nintendo, y compris ceux qui sont sortis après la sortie de Melee ; par exemple, l'apparence de Link est tirée de The Legend of Zelda: Twilight Princess et un chiot de Nintendogs est présent en tant que trophée aide (un nouvel objet qui fait appel à des personnages contrôlés par l'ordinateur et qui viennent participer brièvement au combat),. Des terrains de Melee ont par ailleurs été inclus dans Brawl.

### Traduction
- (en) Cet article est partiellement ou en totalité issu de l’article de Wikipédia en anglais intitulé « Super Smash Bros. Melee » (voir la liste des auteurs).